# برايس جيبس (لاعب كرة قدم أسترالية)
برايس جيبس (بالإنجليزية: Bryce Gibbs)‏ هو لاعب كرة قدم أسترالية أسترالي، ولد في 15 مارس 1989 في أديلايد في أستراليا.

## وصلات خارجية
- برايس جيبس على موقع AustralianFootball.com (الإنجليزية)
- برايس جيبس على موقع AFLtables.com (الإنجليزية)